# Географические названия мира. Топонимический словарь
«Географические названия мира» — топонимический энциклопедический словарь.

«Географические названия мира» (обложка издания 1998 года)

Издан в 1998 году издательством «Русские словари» тиражом 3000 экземпляров.
Автор — Евгений Михайлович Поспелов, советский и российский географ, специалист в области топонимики и картографии, доктор географических наук, профессор, военный топограф. Ответственный редактор Р. А. Агеева.
Словарь содержит около 5 тысяч статей о названиях наиболее значительных объектов Земли: государств, городов, морей, рек, гор и др., а также о названиях многих других — небольших, но ценных в историко-культурном отношении объектов.
В статьях словаря приводится информация об истории этих названий, о происходивших с ними изменениях, их причинах.
При составлении словаря использована обширная современная отечественная и зарубежная литература.
Переиздан в 2002 году.

## Издания
- Поспелов Е. М. Географические названия мира. Топонимический словарь: Ок. 5000 единиц / отв. ред. Р. А. Агеева. — М.: Русские словари, 1998. — 503 с. — 3000 экз. — ISBN 5-89216-029-7.
- Поспелов Е. М. Географические названия мира. Топонимический словарь: Ок. 5000 единиц / отв. ред. Р. А. Агеева. — 2-е изд. — М.: Русские словари; Астрель; АСТ, 2002. — 512 с. — 5000 экз. — ISBN 5-17-002938-1, ISBN 5-271-00446-5, ISBN 5-93259-014-9, ISBN 5-17-001389-2.